# 上武佐站

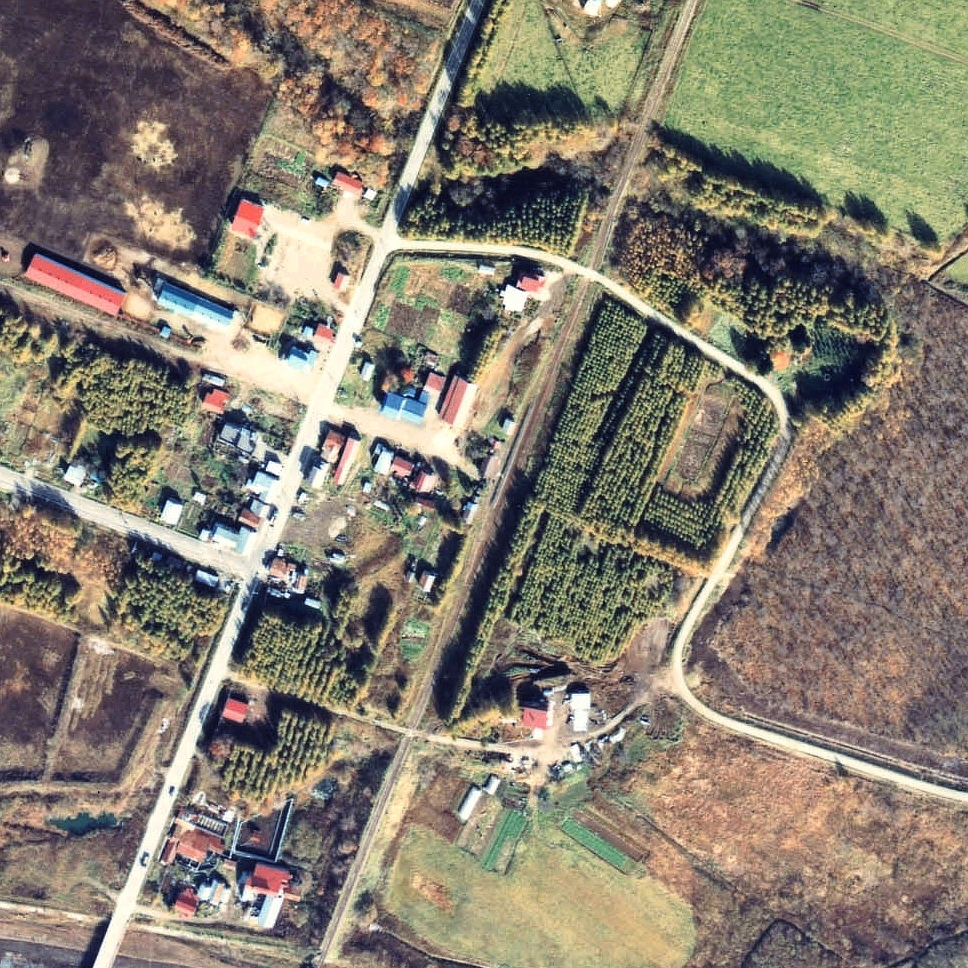
1977年の上武佐站與方圓約500米範圍。上方為根室標津方向。車站旁邊靠近中標津一方的民居庭園那處，有一條道路呈90度彎，該道路旁邊可確認該處有一個殖民軌道的路基遺蹟。

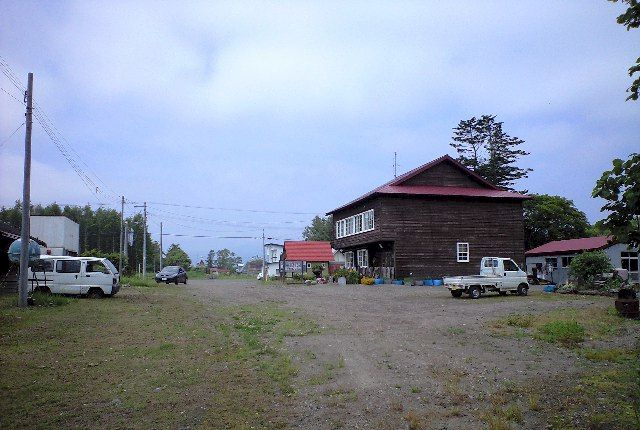
現時的站前

上武佐站（日语：／ Kami-Musa eki */?）是位於北海道標津郡中標津町字武佐，北海道旅客鐵道（JR北海道）的標津線車站（廢站）。隨著標津線廢線，車站在1989年（平成元年）4月30日廢除。

## 歷史
- 1937年（昭和12年）10月30日 - 國有鐵道（標津線）車站啟用[1]。當時為一般車站。
- 1959年（昭和34年）4月1日 - 成為業務委託車站。
- 1980年（昭和55年）4月30日 - 結束處理貨物。
- 1984年（昭和59年）2月1日 - 結束處理行李。
- 1986年（昭和61年）11月1日 - 成為無人車站。
- 1987年（昭和62年）4月1日：伴隨國鐵分割民營化，車站由北海道旅客鐵道（JR北海道）營運。
- 1989年（平成元年）4月30日：標津線全線廢除，此站也廢除[1]。

### 站名的由來
車站名稱取自標津川的支流武佐川之上流，因此站名冠上了「上」字。

## 車站構造
截至車站廢除前，車站是一座地面車站，設有1面1線的單式月台。
在結束處理貨物和行李前，當時設有1面1線的島式月台（只使用一邊）。車站大樓與月台之間靠近根室標津一方設有貨物起卸線。車站大樓位於站內西邊（中標津方向的列車是在右手邊）靠近中標津一方，大樓建設在地面。車站大樓與月台靠近中標津一方設有樓梯連接。車站大樓旁邊靠近根室標津一方設有貨物起卸場。在結束處理貨物和行李後，貨物起卸線被撤走。
此外，在1944年至1954年之間，車站大樓北邊，於貨物起卸場附近曾經設有殖民軌道根室線。

## 電影
由高倉健主演的電影《遠山的呼喚》中，以中標津町作為舞台。電影中出現了此車站。高倉飾演的田島耕作與在函館居住的哥哥（鈴木瑞穗）於上武佐站重逢。先行到達的哥哥，詢問在站前打掃的當地人：「啊，這個站前有吃飯的地方嗎？」。該處沒有商店，而場景在車站大樓內發生。從電影中可得知當時的車站與站前的狀況。

## 車站周邊
- 阿寒巴士（日语：阿寒バス）「上武佐」巴士站

## 現況
站前從電影《遠山的呼喚》之取景地得知，設置了中標津町的標柱，與該電影的宣傳海報。此外，車站附近還有「上武佐站蹟」的標記。

## 相鄰車站
北海道旅客鐵道
標津線 
中標津－上武佐－川北

## 注腳
1. 1 2  今尾惠介監修《日本鉄道旅行地図帳》1號 北海道，新潮社，2008年，p.44
2. ↑  札幌鉄道局 (编). . 北彊民族研究会. 1939: 169. NDLJP: 1029473 （日语）.